# Eccellenza Trentino-Alto Adige 2020-2021
Il campionato italiano di calcio di Eccellenza regionale 2020-2021 è il trentesimo organizzato in Italia. Rappresenta il quinto livello del sistema calcistico nazionale.
Questa pagina tratta i risultati del girone unico del Trentino-Alto Adige.

## Stagione
La scorsa stagione si è conclusa in anticipo di nove giornate a causa del COVID-19, con le seguenti decisioni: una promossa (Trento) e una sola retrocessa (St. Martin M.I.P.) invece delle consuete tre. Considerando due retrocesse dalla Serie D gir. B (Dro Alto Garda e Levico Terme) e due promosse dalla Promozione Trentino-Alto Adige (Stegen e Gardolo), le squadre per questa stagione diventano 18 invece delle solite 16.
A seguito delle disposizioni del DPCM sul COVID-19 del 24 ottobre 2020, il calcio dilettantistico è stato sospeso dal 25 ottobre al 24 novembre 2020, sospensione poi prolungata, con DPCM del 3 novembre 2020, fino al 3 dicembre 2020. Con le riunioni in teleconferenza del 3 e del 13 novembre 2020, il campionato sarebbe dovuto riprendere il 24 gennaio con i recuperi della nona giornata e il 31 gennaio 2021 con la decima giornata di campionato, successivamente viene di nuovo sospeso fino all'annullamento e alla ripartenza su base volontaria senza retrocessioni in Promozione.

## Squadre partecipanti
| Club                      | Città                       | Stadio                              | Stagione precedente                                     |
| ------------------------- | --------------------------- | ----------------------------------- | ------------------------------------------------------- |
| A.S.D. Anaune Val di Non  | Cles (TN)                   | Stadio Comunale di Cles             | 13º posto in Eccellenza Trentino-Alto Adige             |
| U.S.D. Arco 1895          | Arco (TN)                   | Stadio Comunale di Arco             | 3º posto in Eccellenza Trentino-Alto Adige              |
| F.C. Bozner               | Bolzano                     | Stadio Talvera-Bozner Arena         | 10º posto in Eccellenza Trentino-Alto Adige             |
| S.S.V. Brixen A.S.V.      | Bressanone (BZ)             | Campo jugendhort - Klaus Seebacher  | 11º posto in Eccellenza Trentino-Alto Adige             |
| A.S.D. Comano Terme Fiave | Comano Terme (TN)           | Campo sportivo di Ponte Arche       | 14º posto in Eccellenza Trentino-Alto Adige             |
| U.S. Dro Alto Garda       | Dro (TN)                    | Stadio comunale                     | 19º posto in Serie D/B                                  |
| U.S.D. Gardolo            | Gardolo (TN)                | Campo sportivo (sintetico)          | 1º posto in Promozione Trentino-Alto Adige gir. Trento  |
| U.S. Lana Sportveren      | Lana (BZ)                   | Campo comunale Raika                | 8º posto in Eccellenza Trentino-Alto Adige              |
| U.S. Lavis A.S.D.         | Lavis (TN)                  | Campo sintetico di Lavis            | 5º posto in Eccellenza Trentino-Alto Adige              |
| U.S. Levico Terme         | Levico Terme (TN)           | Stadio comunale                     | 17º posto in Serie D/B                                  |
| D.F.C. Obermais           | Maia Alta di Merano (BZ)    | Campo Sportivo Lahn                 | 6º posto in Eccellenza Trentino-Alto Adige              |
| A.S.D. Mori Santo Stefano | Mori (TN)                   | Stadio Comunale (sintetico)         | 7º posto in Eccellenza Trentino-Alto Adige              |
| A.S.D. Rotaliana          | Mezzolombardo (TN)          | Stadio Bruno De Varda               | 15º posto in Eccellenza Trentino-Alto Adige             |
| S.C.D. Sankt Georgen      | San Giorgio di Brunico (BZ) | Campo sportivo di San Giorgio       | 2º posto in Eccellenza Trentino-Alto Adige              |
| F.C.D. St. Pauls          | San Paolo di Appiano (BZ)   | Centro sportivo Maso Ronco          | 12º posto in Eccellenza Trentino-Alto Adige             |
| A.S.V. S.S.D. Stegen      | Stegona di Brunico (BZ)     | Campo sportivo                      | 1º posto in Promozione Trentino-Alto Adige gir. Bolzano |
| A.S.V. Tramin Fussball    | Termeno (BZ)                | Zona sportiva Termeno               | 4º posto in Eccellenza Trentino-Alto Adige              |
| U.S.D. Vipo Trento        | Trento                      | Campo sportivo Gabbiolo (sintetico) | 9º posto in Eccellenza Trentino-Alto Adige              |

## Stagione prima della sospensione

### Classifica
- aggiornata al 25 ottobre 2020[7]

|  | Pos. | Squadra            | Pt | G | V | N | P | GF | GS | DR  |
|  | ---- | ------------------ | -- | - | - | - | - | -- | -- | --- |
|  | 1.   | Obermais           | 25 | 9 | 8 | 1 | 0 | 28 | 5  | +23 |
|  | 2.   | Levico Terme       | 18 | 8 | 5 | 3 | 0 | 14 | 7  | +7  |
|  | 3.   | Sankt Georgen      | 15 | 8 | 4 | 3 | 1 | 15 | 6  | +9  |
|  | 4.   | Mori Santo Stefano | 14 | 8 | 4 | 2 | 2 | 12 | 10 | +2  |
|  | 5.   | Tramin             | 13 | 8 | 4 | 1 | 3 | 16 | 13 | +3  |
|  | 6.   | Anaune Val di Non  | 13 | 8 | 4 | 1 | 3 | 11 | 9  | +2  |
|  | 7.   | Vipo Trento        | 13 | 8 | 4 | 1 | 3 | 6  | 7  | -1  |
|  | 8.   | Lana               | 12 | 8 | 3 | 3 | 2 | 15 | 10 | +5  |
|  | 9.   | Lavis              | 12 | 9 | 3 | 3 | 3 | 14 | 11 | +3  |
|  | 10.  | Brixen             | 11 | 8 | 3 | 2 | 3 | 14 | 12 | +2  |
|  | 11.  | Rotaliana          | 11 | 9 | 2 | 5 | 2 | 9  | 11 | -2  |
|  | 12.  | Bozner             | 11 | 9 | 3 | 2 | 4 | 10 | 15 | -5  |
|  | 13.  | Arco               | 9  | 8 | 2 | 3 | 3 | 10 | 9  | +1  |
|  | 14.  | Gardolo            | 8  | 9 | 2 | 2 | 5 | 11 | 19 | -8  |
|  | 15.  | St. Pauls          | 7  | 9 | 2 | 1 | 6 | 7  | 17 | -10 |
|  | 16.  | Dro Alto Garda     | 7  | 9 | 2 | 1 | 6 | 7  | 19 | -12 |
|  | 17.  | Comano Terme Fiave | 6  | 9 | 1 | 3 | 5 | 11 | 16 | -5  |
|  | 18.  | Stegen             | 4  | 8 | 1 | 1 | 6 | 7  | 21 | -14 |

Legenda:
       Promossa in Serie D 2021-2022.
       Retrocesse in Promozione Trentino-Alto Adige 2021-2022.
Note:
Tre punti a vittoria, uno a pareggio, zero a sconfitta.
La classifica tiene conto di:
-Punti.
-Differenza reti totale.

### Risultati

#### Tabellone
- aggiornati al 25 ottobre 2020[7]

|                    | Ana  | Arc  | Boz  | Bri  | Com  | Dro  | Gar  | Lan  | Lav  | Lev  | Mai  | Mor  | Rot  | StG  | StP  | Ste  | Tra  | Vip  |
| ------------------ | ---- | ---- | ---- | ---- | ---- | ---- | ---- | ---- | ---- | ---- | ---- | ---- | ---- | ---- | ---- | ---- | ---- | ---- |
| Anaune Val di Non  | –––– | -    | 0-1  | -    | 2-1  | -    | -    | -    | -    | -    | 0-1  | -    | 2-2  | -    | -    | -    | -    | -    |
| Arco 1895          | -    | –––– | -    | r    | -    | -    | -    | 1-1  | -    | -    | -    | -    | -    | -    | -    | 0-0  | 1-1  | 4-1  |
| Bozner             | -    | 2-1  | –––– | 1-3  | 1-1  | -    | 0-2  | -    | -    | -    | 0-2  | -    | -    | -    | -    | -    | -    | -    |
| Brixen             | -    | -    | -    | –––– | -    | 3-1  | -    | 1-4  | -    | -    | -    | -    | -    | -    | -    | 4-1  | -    | 0-1  |
| Comano Terme Fiave | -    | -    | -    | -    | –––– | 0-1  | 3-1  | 0-3  | -    | -    | -    | -    | -    | 0-0  | -    | -    | -    | -    |
| Dro Alto Garda     | 0-1  | -    | -    | -    | -    | –––– | -    | -    | -    | 0-1  | -    | 3-1  | 0-1  | 0-3  | -    | -    | -    | -    |
| Gardolo            | 1-2  | -    | -    | -    | -    | 2-2  | –––– | -    | -    | 1-2  | -    | -    | -    | 1-1  | -    | -    | -    | -    |
| Lana Sportveren    | r    | -    | -    | -    | -    | -    | -    | –––– | -    | 2-2  | -    | 3-1  | -    | 0-2  | -    | -    | -    | 1-1  |
| Lavis              | -    | 1-0  | -    | 2-2  | -    | -    | -    | -    | –––– | -    | 0-2  | -    | -    | -    | -    | 5-0  | 4-2  | -    |
| Levico Terme       | -    | -    | 3-1  | -    | -    | -    | -    | -    | 1-1  | –––– | -    | -    | 1-1  | -    | 2-1  | -    | -    | -    |
| Obermais           | -    | -    | -    | -    | -    | 7-0  | 5-1  | 2-1  | -    | -    | –––– | -    | -    | -    | -    | 4-1  | -    | -    |
| Mori Santo Stefano | -    | 2-0  | 1-1  | -    | -    | -    | -    | -    | 1-1  | -    | -    | –––– | -    | -    | 2-0  | -    | r    | -    |
| Rotaliana          | -    | -    | -    | 2-1  | 2-2  | -    | 0-2  | -    | -    | -    | 1-1  | -    | –––– | -    | -    | -    | -    | -    |
| St. Georgen        | 3-2  | -    | 2-3  | -    | -    | -    | -    | -    | -    | -    | -    | -    | 0-0  | –––– | 4-0  | -    | -    | -    |
| St. Pauls          | -    | 1-3  | -    | 0-0  | 2-1  | -    | -    | -    | 2-0  | -    | 1-4  | -    | -    | -    | –––– | -    | -    | -    |
| Stegen             | -    | -    | -    | -    | -    | -    | -    | -    | -    | 0-2  | -    | 2-3  | -    | r    | -    | –––– | 2-3  | 1-0  |
| Tramin Fussball    | 0-2  | -    | -    | -    | 4-3  | -    | 4-0  | -    | -    | -    | -    | -    | 2-0  | -    | -    | -    | –––– | -    |
| Vipo Trento        | -    | -    | -    | -    | -    | -    | -    | -    | 1-0  | r    | -    | 0-1  | -    | -    | 1-0  | -    | 1-0  | –––– |

## Ripresa in Primavera con nuovo girone
Nel marzo 2021 il Comitato Regionale delibera la ripartenza su base di adesioni volontarie, senza retrocessioni in Promozione. Sette squadre aderiscono al nuovo girone giocando partite di andata e ritorno. Le date sono programmate dal 25 aprile al 27 giugno 2021.

### Classifica finale
|  | Pos. | Squadra       | Pt | G  | V  | N | P  | GF | GS | DR  |
|  | ---- | ------------- | -- | -- | -- | - | -- | -- | -- | --- |
|  | 1.   | Levico Terme  | 32 | 12 | 10 | 2 | 0  | 33 | 5  | +28 |
|  | 2.   | Obermais      | 25 | 12 | 7  | 4 | 1  | 18 | 10 | +8  |
|  | 3.   | Sankt Georgen | 24 | 12 | 7  | 3 | 2  | 20 | 12 | +8  |
|  | 4.   | Stegen        | 11 | 12 | 3  | 2 | 7  | 13 | 17 | -4  |
|  | 5.   | Lavis         | 11 | 12 | 3  | 2 | 7  | 9  | 16 | -7  |
|  | 6.   | Gardolo       | 11 | 12 | 3  | 2 | 7  | 18 | 28 | -10 |
|  | 7.   | Vipo Trento   | 4  | 12 | 1  | 1 | 10 | 8  | 31 | -23 |

Legenda:
       Promossa in Serie D 2021-2022.
Note:
Tre punti a vittoria, uno a pareggio, zero a sconfitta.
Regolamento
La classifica finale tiene conto di:
-Punti.
-Scontri diretti.
-Differenza reti totale.
-Reti realizzate.
-Sorteggio.